# Huaxiapterus
"Huaxiapterus" (nombre que significa "ala de Hua Xia [China]") es un género de pterosaurio pterodactiloide tapejárido de edad del Aptiense (Cretácico Inferior) descubierto en la formación Jiufotang de Chaoyang, Liaoning, en la actual China. Es el segundo género de tapejárido hallado en esta formación, después de Sinopterus, y puede haber sido más derivado. Se conocen dos especies.
La especie tipo de "Huaxiapterus" era H. jii, basada en el holotipo GMN-03-11-001, un esqueleto casi completo con cráneo.  Mientras que inicialmente fue separado del cercanamente relacionado Sinopterus por varias características incluyendo su menor tamaño y su cresta mayor, estudios posteriores mostraron que de hecho estaba más cercanamente relacionado con Sinopterus dongi que a cualquiera de las otras dos especies de "Huaxiapterus". Por lo tanto, muchos investigadores han desde entonces considerado a H. jii como una especie de Sinopterus, Sinopterus jii. Debido a que H. jii era la especie tipo de este género, Huaxiapterus es un sinónimo más moderno de Sinopterus, las otras dos especies serán renombradas en el futuro.
La segunda especie, "H." corollatus, está basada en el ejemplar ZMNH M8131, otro esqueleto casi completo de la misma formación. La tercera especie "H." benxiensis, basada en el espécimen BXGM V0011, también proviene de Liaoning.